# Герхард II фон Кирбург
Герхард II фон Кирбург (на немски: Gerhard II von Kyrburg; * пр. 1342; † 1356 или сл. 4 май 1357/1358) е вилдграф в Кирбург (над град Кирн) и Шмидтбург (в Шнепенбах) в Рейнланд-Пфалц.

## Произход
Той е син на вилдграф Фридрих I фон Кирбург, господар на Вилтц (* pr. 1298; † 1353/сл. 19 юни 1365) и съпругата му Агнес фон Шонекен (* пр. 1309; † сл. 1332), дъщеря на Герхард I фон Шьонекен († 1317) и графиня Мехтилд фон Насау-Зиген († 1319), дъщеря на граф Ото I фон Насау и Агнес фон Лайнинген. Брат е на Ото фон Дронекен, вилдграф в Дронекен († 1 януари/31 май 1409), вилдграф Готфрид III фон Кирбург († 16 юни 1370), Йохан († пр. 1370), свещеник в Монцинген, Фридрих II († 1369?), Хайнрих († сл. 1370), канон във Вайсенбург, и на Маргарета фон Кирбург († 21 септември 1368), омъжена пр. 13 октомври 1339 г. за Рейнграф и вилдграф Йохан II фон Щайн-Даун († 16 февруари 1383).

## Фамилия
Герхард II фон Кирбург се жени през 1336 г. за Уда фон Изенберг-Лимбург († 1361), дъщеря на Герлах II фон Лимбург († 14 април 1355) и втората му съпруга Кунигунда фон Вертхайм († 1362), дъщеря на граф Рудолф II фон Вертхайм († 1303/1306) и Мехтилд фон Дурн († ок. 1292). С нея той има шест деца:
- Герхард III фон Кирбург († 1408), вилдграф на Кирбург, женен на 26 февруари 1386 г. за графиня Аделхайд фон Велденц († сл. 16 март 1403)
- Агнес фон Кирбург († сл. 1373), оммъжена пр. 2 март 1357 г. за Емих II фон Даун-Оберщайн († сл. 31 август 1372)
- Фридрих III фон Кирбург († 14 ноември 1390), вилдграф на Кирбург, женен 1377 г. за графиня Анастасия фон Лайнинген-Дагсбург († сл. 1408)
- Вилхелм фон Кирбург
- Йохан фон Кирбург
- Елизабет фон Кирбург